# Lubkowice
Lubkowice (deutsch Johannisberg) ist ein Wohnplatz in der Woiwodschaft Westpommern in Polen. Er gehört zur Gmina Gościno (Gemeinde Groß Jestin) im Powiat Kołobrzeski (Kolberger Kreis).
Der Wohnplatz liegt in Hinterpommern, etwa 100 Kilometer nordöstlich von Stettin und etwa 14 Kilometer südlich von Kołobrzeg (Kolberg), am nordöstlichen Ortsrand von Gościno (Groß Jestin).
Der Wohnplatz wurde als landwirtschaftlicher Betrieb nach 1851 angelegt. Damals wurden Landflächen vom Gut Groß Jestin, das im Eigentum der Stadt Kolberg stand, abgetrennt und an einen Landwirt verkauft. Der Käufer, Kommerzienrat, Spirituosenfabrikant und Ratsherr von Kolberg,  Otto Hindenberg (1839–1913) errichtete nordöstlich von Groß Jestin einen Gutshof, der den Namen Johannisberg erhielt. Der Gutsbetrieb umfasste im Jahre 1928 349 Hektar Land, davon 259 Hektar Ackerfläche.
In den 1930er Jahren verkaufte die damalige Besitzerin Clara Schumann-Hindenberg das Gut Johannisberg an die Pommersche Landgesellschaft. Die Landgesellschaft teilte das Gut auf. Sie legte nördlich des Gutes am Wischberg sechs neue Bauernstellen an. Es verblieb ein Restgut Johannisberg mit 70 Hektar Land.
In Johannisberg wurden im Jahre 1864 93 Einwohner gezählt, im Jahre 1895 103 Einwohner und im Jahre 1905 129 Einwohner.
Vor 1945 bildete Johannisberg einen Wohnplatz in der Gemeinde Groß Jestin und gehörte mit dieser zum Kreis Kolberg-Körlin.
1945 kam Johannisberg, wie ganz Hinterpommern, an Polen. Der Ort erhielt den polnischen Ortsnamen „Lubkowice“. Im Jahre 2017 wurden 38 Einwohner gezählt.